# Emblem of Gundam
Emblem of Gundam est un jeu vidéo de stratégie au tour par tour développé par Bandai et édité par Namco Bandai Games en mai 2008 sur Nintendo DS. C'est une adaptation en jeu vidéo de la série basée sur l'anime Mobile Suit Gundam,,.